# Gran Premio Miguel Indurain 2002
Il Gran Premio Miguel Indurain 2002, quarantaseiesima edizione della corsa e quarta con questa denominazione, si svolse il 6 aprile  e fu vinto dallo spagnolo Ángel Vicioso della Kelme, che bissò il successo dell'anno precedente, davanti al suo connazionale Marcos Serrano e al belga Mario Aerts.

## Ordine d'arrivo (Top 10)
| Pos. | Corridore                      | Squadra                  | Tempo    |
| ---- | ------------------------------ | ------------------------ | -------- |
| 1    | Ángel Vicioso                  | Kelme                    | 4h28'18" |
| 2    | Marcos Serrano                 | ONCE-Eroski              | s.t.     |
| 3    | Mario Aerts                    | Lotto-Adecco             | s.t.     |
| 4    | Fernando Escartín Coti         | Team Coast               | a 17"    |
| 5    | Aitor Osa Eizaguirre           | iBanesto.com             | s.t.     |
| 6    | Francisco Mancebo              | iBanesto.com             | s.t.     |
| 7    | Jörg Jaksche                   | ONCE-Eroski              | s.t.     |
| 8    | Bingen Fernandez Bustinza      | Cofidis                  | s.t.     |
| 9    | Juan José De Los Angeles Segui | Kelme                    | s.t.     |
| 10   | Gonzalo Bayarri Esteve         | Jazztel-Costa de Almeria | s.t.     |